# Agrypnus castaneipennis
Agrypnus castaneipennis is een keversoort uit de familie van de kniptorren (Elateridae). De wetenschappelijke naam van de soort werd voor het eerst geldig gepubliceerd in 1956 door Ernest Candèze.